# 미나미이요촌
미나미이요촌(南伊予村)은 일본 에히메현 이요군에 설치된 촌이다. 